# Naito Naoki
Naoki Naito (sinh ngày 30 tháng 5 năm 1968) là một cầu thủ bóng đá người Nhật Bản.

## Sự nghiệp câu lạc bộ
Naoki Naito đã từng chơi cho Hitachi, Shimizu S-Pulse, Sanfrecce Hiroshima và Vissel Kobe.